# Bortolo Zambon
Dino Bortolo Zambon (Treviso, 5 luglio 1879 – Milano, 24 giugno 1967) è stato un generale e partigiano italiano veterano della guerra italo-turca, della prima guerra mondiale, e della guerra d'Etiopia, che durante il corso della seconda guerra mondiale fu comandante della 27ª Divisione fanteria "Brescia" operante in Africa Settentrionale Italiana. Dopo l'armistizio dell'8 settembre 1943, passò nelle file della resistenza entrando a far parte del Comitato di Liberazione Nazionale Alta Italia, di cui divenne comandante militare per la zona di Milano. Decorato con tre medaglie d'argento, due di bronzo al valor militare.

## Biografia
Nacque a Treviso il 5 luglio 1879, figlio di Luigi e Angela Zambon. Si arruolò nel Regio Esercito come allievo ufficiale entrando nella Regia Accademia Militare di Modena, da cui uscì con il grado di sottotenente, assegnato all'arma di fanteria il 5 settembre 1904.
Partecipò alla guerra italo-turca, come tenente, venendo decorato con due Medaglie di bronzo al valor militare e successivamente alla prima guerra mondiale nei gradi di capitano e maggiore. Partecipò successivamente alle operazioni in Albania (1920), dove venne decorato con la prima Medaglia d'argento al valor militare.
Dopo un servizio come ufficiale di Stato maggiore, fu promosso colonnello il 16 novembre 1930, assumendo prima il comando del 65º Reggimento fanteria "Valtellina", e poi incarichi speciali al Ministero delle colonie a Roma. Tra il 1935 e il 1936 partecipò alle operazioni di conquista dell'Etiopia come comandante di un raggruppamento mitraglieri, venendo decorato con la seconda Medaglia d'argento al valor militare.
Dal 1º luglio 1937 fu promosso generale di brigata fuori quadro ed assegnato al XVI Corpo d'armata di Milano per incarichi speciali. Venne promosso generale di divisione il 1 gennaio 1940.
Dal 2 marzo 1941 sostituì il generale Giuseppe Cremascoli, affetto da grave malattia, nel comando della 27ª Divisione fanteria "Brescia" in Tripoliania. Parteciperà alla testa della divisione a tutti i cicli operativi riguardanti la riconquista della Cirenaica, sino al 10 ottobre seguente, quando verrà rimpatriato ormai sessantaduenne, decorato con la terza Medaglia d'argento al valor militare.
Dopo il comando in Africa, nel luglio del 1942 gli fu affidato un incarico all'Ispettorato della fanteria a Roma, quale generale della riserva.
Dopo l'armistizio dell'8 settembre 1943, passò nelle file della resistenza con il nome di battaglia "Aryans" entrò a far parte del Comitato di Liberazione Nazionale Alta Italia a Milano; qui diresse da subito l'organizzazione "Visconti di Modrone" per proteggere soprattutto gli sbandati dell'esercito.
Rimase fedele al governo legittimo del sud e nell'ottobre del 1943 incaricò il generale Giuseppe Robolotti per organizzare un comitato tra i militari, assisterli moralmente e, se necessario, anche finanziariamente.
Si impose sui comandanti partigiani di Milano il 5 novembre successivo, come massimo ufficiale militare del capoluogo. Partecipò come consigliere militare agli incontri del Comando Generale del CLNAI.
Fu però arrestato con Robolotti il 25 maggio 1944 dagli agenti del Pubblica sicurezza di Como allertati da un informatore (capitano Bianchi), con la cosiddetta operazione "Complotto contro i generali". Venne pertanto sostituito nel suo incarico dal generale Giuseppe Bellocchio.
Il 14 agosto di quell'anno riuscì a fuggire dal carcere di San Vittore insieme ad Anna Fondrini Grella, sua segretaria, il giornalista Indro Montanelli e una ricca americana residente a Milano, Dorothy Gibson, aiutato da un poliziotto italiano in cerca di meriti per i futuri vincitori, tale Luca Osteria.
Riparò, attraverso Maslianico, in Svizzera da cui rientrerà per la Liberazione, sfilando il 6 maggio 1945 per le strade di Milano in prima linea con Mario Argenton, Giovan Battista Stucchi, Ferruccio Parri, Raffaele Cadorna, Luigi Longo ed Enrico Mattei.

### Annotazioni
1. ↑  Ex comandante della zona militare di Trieste fino all'8 settembre 1943.

### Fonti
1. 1 2 3  Generals.
2. ↑  Fegio Decreto 31 maggio 1940,registrato alla Corte dei conti lì 22 giugno 1940, registro 21, fogli369.
3. ↑  Ministero della guerra 1940, p. 3572.
4. ↑  Pettibone 2010, p. 27.
5. 1 2 3  Anpcnazionale.
6. 1 2 3  Bingham 2014, p. 103.
7. ↑  Bingham 2014, p. 107.